# Ichiro Suzuki
Ichiro Suzuki (鈴木 一朗 すずき いちろう?, Suzuki Ichirō), född den 22 oktober 1973 i Kasugai, är en japansk före detta professionell basebollspelare som spelade nio säsonger i Nippon Professional Baseball (NPB) 1992–2000 och därefter 19 säsonger i Major League Baseball (MLB) 2001–2019. Suzuki var outfielder.
Suzuki är den japanska spelare som nått störst framgångar i MLB. Han gjorde omedelbar succé första säsongen 2001 och utsågs inte bara till årets nykomling (Rookie of the Year) i American League (AL) utan även till AL:s mest värdefulla spelare (MVP). Bland hans övriga utmärkelser i MLB kan nämnas att han valdes till all star-matchen tio gånger, alla tio år i rad (2001–2010). Under samma tio år i rad vann han även en Gold Glove Award för sitt defensiva spel. Han vann en Silver Slugger Award för sitt offensiva spel tre gånger (2001, 2007 och 2009). Rent statistiskt hade Suzuki högst slaggenomsnitt i AL två gånger (2001 och 2004), flest stulna baser i AL en gång (2001) och flest hits i AL sju gånger (2001, 2004 och 2006–2010). Hans 262 hits 2004 var nytt rekord i MLB, det tidigare rekordet sattes 1920. Han blev 2016 den 30:e spelaren i MLB:s historia att nå drömgränsen 3 000 hits. Totalt under sina år i NPB och MLB hade han 4 367 hits, mer än någon annan haft i endera eller båda ligorna.

## Karriär

### Nippon Professional Baseball

Suzukis hits under karriären.

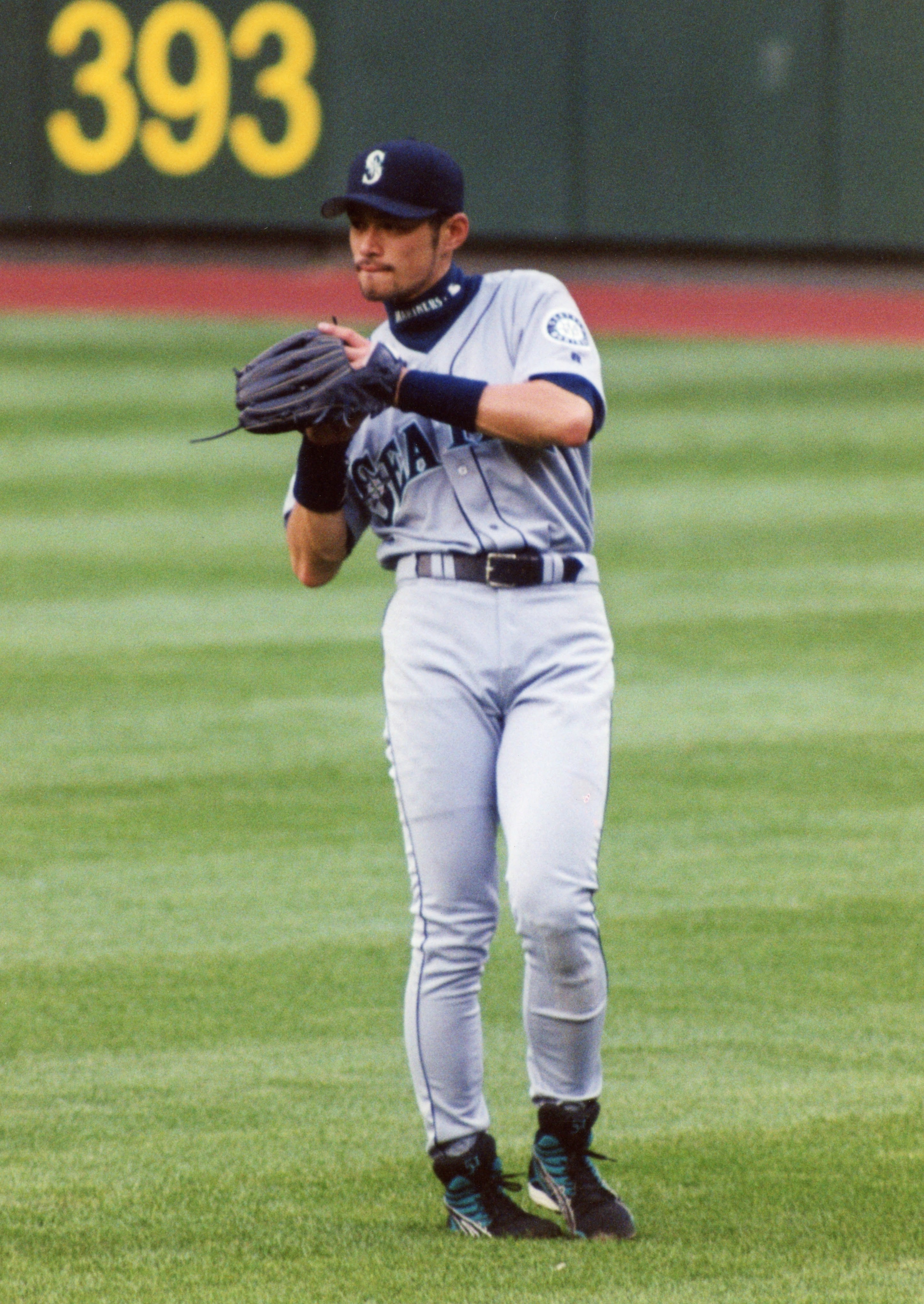
Suzuki i Seattle Mariners dräkt 2002.

Suzuki debuterade i NPB för Orix BlueWave 1992, vid 18 års ålder. Han fick inte så mycket speltid de första två säsongerna, men 1994 slog han igenom stort. Han satte ett nytt ligarekord för Pacific League med ett slaggenomsnitt på 0,385 och satte även ett nytt NPB-rekord med 210 hits. Efter säsongen utsågs han till ligans mest värdefulla spelare (MVP). Även de nästföljande sex säsongerna, 1995–2000, hade han högst slaggenomsnitt i Pacific League och under 1995–1996 blev han återigen utsedd till ligans MVP. Under hans nio säsonger i NPB hade han ett slaggenomsnitt på 0,353 och fick ihop 1 278 hits. Han vann även sju gånger NPB:s motsvarighet till MLB:s Gold Glove Award för sitt defensiva spel.

### Major League Baseball
Suzuki förknippas i MLB mest med Seattle Mariners, där han spelade sina första 11 ½ säsonger innan han byttes bort till New York Yankees i juli 2012. Efter 2012 års säsong blev han free agent, men han skrev på för Yankees igen för två år.
Den 21 augusti 2013 nådde Suzuki milstolpen 4 000 hits sammanlagt i NPB (1 278) och MLB (2 722). Han blev därmed den tredje spelaren i historien att nå 4 000 hits sett till NPB och/eller MLB, efter Pete Rose (4 256) och Ty Cobb (4 191).
När kontraktet med Yankees gick ut efter 2014 års säsong blev Suzuki på nytt free agent. Han skrev under vintern 2014/15 på ett ettårskontrakt med Miami Marlins värt två miljoner dollar.
Den 14 augusti 2015 tangerade Suzuki Cobb med sin 4 191:a hit.
Den 29 april 2016 stal Suzuki sin 500:e bas i MLB, och han var då den enda aktiva spelaren i MLB med så många stulna baser. Den 15 juni gick han förbi Pete Roses 4 256 hits när han slog sin 4 257:e, om man lägger ihop hans statistik för NPB och MLB. Den verkligt klassiska milstolpen 3 000 hits i MLB nådde han den 7 augusti 2016, som den 30:e spelaren i historien. Han var den andra som slagit 3 000 hits efter att ha fyllt 27 år (Pete Rose var den första) och den tredje att nå milstolpen efter att ha fyllt 42 år (Cap Anson och Rickey Henderson var de andra).
Suzuki blev i slutet av juni 2017 den äldsta spelaren i MLB sedan åtminstone 1900 att starta en match som centerfielder. Han var då 43 år och 246 dagar gammal, drygt en månad äldre än den tidigare rekordhållaren Rickey Henderson. I början av juli passerade han Hall of Fame-medlemmen Rod Carew med sin 3 054:e hit i MLB och han blev då främst i den kategorin bland alla spelare i MLB:s historia födda utanför USA. (Rekordet övertogs av Adrián Beltré i juni 2018.) Han användes under 2017 mest som pinch hitter och hade bara 196 at bats, klart lägst dittills under MLB-karriären. Han var ändå bara en pinch hit ifrån att tangera MLB-rekordet på 28 pinch hits under en säsong. Hans slaggenomsnitt var 0,255 och han hade tre homeruns och 20 RBI:s (inslagna poäng). Efter säsongen bestämde sig Marlins för att inte utnyttja möjligheten att förlänga kontraktet med ett år för två miljoner dollar, vilket gjorde honom till free agent.
Inför 2018 års säsong skrev Suzuki på ett ettårskontrakt värt åtminstone 750 000 dollar med sin gamla klubb Seattle Mariners. Drygt en månad in på säsongen fanns det dock inte längre någon plats för honom i Mariners spelartrupp, men han fick stanna kvar i klubben som rådgivare och sade att han inte var villig att avsluta spelarkarriären ännu. Han spelade bara 15 matcher under 2018.
Mariners inledde 2019 års säsong med två matcher i Tokyo i Japan och inför säsongen skrev klubben ett minor league-kontrakt med Suzuki värt 750 000 dollar i avsikt att han skulle vara med i dessa matcher. Han startade den första matchen och blev därmed den sjunde spelaren i MLB-historien att starta en klubbs första match för säsongen vid över 45 års ålder och bara den andra icke-pitchern. Den andra matchen i Tokyo, som spelades den 21 mars 2019, blev Suzukis sista som proffs. När han byttes ut i åttonde inningen fick han stående ovationer av publiken och sina medspelare. Efter matchen avslutade han officiellt sin spelarkarriär.

### Internationellt
Suzuki representerade Japan vid World Baseball Classic 2006 och 2009, där Japan vann båda gångerna. 2006 spelade han åtta matcher och hade ett slaggenomsnitt på 0,364 och 2009 spelade han nio matcher och hade ett slaggenomsnitt på 0,273. 2006 utsågs Suzuki till turneringens all star-lag.

## Efter karriären
Suzuki har efter avslutad spelarkarriär arbetat som rådgivare och instruktör för sin gamla klubb Seattle Mariners. Han har även erhållit licens för att träna amatörspelare i Japan och arbetat som tillfällig tränare för en gymnasieskola där.